# Polymnieae
Polymnieae és una tribu de plantes amb flor de la subfamília de les asteròidies (Asteroideae).

## Gèneres
Aquesta tribu compta només amb un gènere:
- Polymnia